# Drepanocladus herthae
Drepanocladus herthae är en bladmossart som beskrevs av Georg Roth och Bock 1910. Drepanocladus herthae ingår i släktet krokmossor, och familjen Amblystegiaceae. Inga underarter finns listade i Catalogue of Life.